# 麥肯齊半島
60°45′S 44°48′W / 60.750°S 44.800°W
麥肯齊半島是南極洲的半島，位於南奧克尼群島的勞里島西部，該海岬在1903年由蘇格蘭的探險隊測量，現時由南極條約體系管理。